# Carunchio
Carunchio – miejscowość i gmina we Włoszech, w regionie Abruzja, w prowincji Chieti.
Według danych na rok 2004 gminę zamieszkiwało 781 osób, 24,4 os./km².